# Saison 4 de Night Shift
Chronologie
Saison 3
Cet article présente le guide des épisodes de la quatrième et dernière saison de la série télévisée américaine Night Shift.

## Distribution

### Acteurs principaux
- Eoin Macken (VF : Marc Arnaud) : Dr T. C. Callahan
- Jill Flint (VF : Marie Chevalot) : Dr Jordan Alexander
- Brendan Fehr (VF : Franck Lorrain) : Dr Drew Alister
- JR Lemon (en) (VF : Nessym Guetat) : infirmier Kenny Fournette
- Robert Bailey Jr. (en) (VF : Eilias Changuel) : Dr Paul Cummings
- Scott Wolf (VF : Cédric Dumond) : Dr Scott Clemmens
- Tanaya Beatty (VF : Anne Tilloy) : Dr Shannon Rivera, interne

### Acteurs récurrents et invités
- Esodie Geiger (VF : Isabelle Leprince) : infirmière Molly Ramos
- Alma Sisneros (VF : Carole Gioan) : infirmière Jocelyn Diaz
- Trina Siopy : Sara
- Mark Consuelos : Dr Cain Diaz[1] (8 épisodes)
- Rana Roy : Amira (8 épisodes)
- Mac Brandt (en) : Mac Reily (4 épisodes)
- James McDaniel : Dr Julian Cummings, père de Paul (4 épisodes)
- Kyla Kenedy (VF : Cerise Calixte) : Brianna (épisodes 2 et 5)
- Jennifer Beals (VF : Micky Sébastian) : Dr Syd Jennings (épisode 2)
- Sarah Jane Morris (VF : Stéphanie Lafforgue) : Annie Callahan, belle-sœur de T. C. (épisode 3)
- Luke Macfarlane (VF : Sébastien Ossard) : Rick Lincoln, soldat et petit ami de Drew (épisode 5, 8 et 10)
- Missy Peregrym : Lt. Reagan[2] (épisode 10)
- Rachelle Lefèvre : Major Natasha Anthony[2] (épisode 10)

## Épisodes

### Épisode 1:Retour en force
- États-Unis /  Canada : 22 juin 2017 sur NBC[3] / Global[4]
- France :
  - 31 janvier 2018 sur Série Club
  - 14 mars 2018 sur TF1
- Belgique : 9 mars 2018 sur RTL-TVI

- États-Unis : 3,59 millions de téléspectateurs[5] (première diffusion)
- Canada : 769 000 téléspectateurs[6] (première diffusion + différé 7 jours)

### Épisode 2:Déraillements
- États-Unis /  Canada : 29 juin 2017 sur NBC / Global
- France :
  - 31 janvier 2018 sur Série Club
  - 14 mars 2018 sur TF1
- Belgique : 9 mars 2018 sur RTL-TVI

- États-Unis : 4,15 millions de téléspectateurs[7] (première diffusion)
- Canada : 638 000 téléspectateurs[8] (première diffusion + différé 7 jours)

### Épisode 3:L'insoumis
- États-Unis /  Canada : 6 juillet 2017 sur NBC / Global
- France :
  - 7 février 2018 sur Série Club
  - 21 mars 2018 sur TF1
- Belgique : 16 mars 2018 sur RTL-TVI

- États-Unis : 4,24 millions de téléspectateurs[9] (première diffusion)
- Canada : 841 000 téléspectateurs[10] (première diffusion + différé 7 jours)

### Épisode 4:Braver l'interdit
- États-Unis /  Canada : 13 juillet 2017 sur NBC / Global
- France :
  - 7 février 2018 sur Série Club
  - 21 mars 2018 sur TF1

- États-Unis : 4,41 millions de téléspectateurs[11] (première diffusion)
- Canada : 692 000 téléspectateurs[12] (première diffusion + différé 7 jours)

### Épisode 5:Un pari risqué
- États-Unis /  Canada : 20 juillet 2017 sur NBC / Global
- France :
  - 14 février 2018 sur Série Club
  - 28 mars 2018 sur TF1
- Belgique : 23 mars 2018 sur RTL-TVI

- États-Unis : 4,23 millions de téléspectateurs[13] (première diffusion)
- Canada : 773 000 téléspectateurs[14] (première diffusion + différé 7 jours)

### Épisode 6:Écran de fumée
- États-Unis /  Canada : 27 juillet 2017 sur NBC / Global
- France :
  - 14 février 2018 sur Série Club
  - 28 mars 2018 sur TF1
- Belgique : 23 mars 2018 sur RTL-TVI

- États-Unis : 4,45 millions de téléspectateurs[15] (première diffusion)
- Canada : 824 000 téléspectateurs[16] (première diffusion + différé 7 jours)

Durant leurs jours de congés, Jordan et Cain ont passé la nuit ensembles.
Cain et Shannon sont appelés sur le lieu d'un incendie. Un pompier qu'ils connaissent est blessé, il n'était pas en service ce soir là mais a voulu aider. Ils sauvent deux jeunes filles dont une de 12 ans en overdose.
À l'hôpital Shannon s'inquiète pour les filles. Elle se renseigne et découvre qu'elles ont été recueillies par une femme qui les prostitue. Elle découvre aussi que le pompier était là comme client de la jeune de 12 ans et le fait arrêter.
Mac, amène Locke, un ancien vétéran au groupe de soutien par le combat de Drew. Pendant une démonstration avec Kenny, Locke le bloque à la nuque trop longtemps et Kenny est paralysé. Drew découvre que Locke n'a jamais été au frond, souffre de problèmes psychiatriques et ne prend plus ses médicaments. Jordan et Scott soignent Kenny qui recouvre l'usage de ses jambes.
À la fin, Locke se sentent trahi par Mac le poignarde sur le parking.
TC revient car il est l'exécuteur testamentaire de Topher. Il va chercher le cabriolet rouge de Topher avec Jordan car il en a hérité.
La sœur de Paul, urologue est à l'hôpital et souhaite rencontrer Shannon. Paul et sa sœur opèrent ensemble et elle pose une sonde urinaire à Kenny lorsqu'il était toujours paralysé.

### Épisode 7:Vrais et faux héros
- États-Unis /  Canada : 10 août 2017 sur NBC / Global
- France :
  - 21 février 2018 sur Série Club
  - 4 avril 2018 sur TF1
- Belgique : 30 mars 2018 sur RTL-TVI

- États-Unis : 3,09 millions de téléspectateurs[17] (première diffusion)
- Canada : 675 000 téléspectateurs[18] (première diffusion + différé 7 jours)

### Épisode 8:Entre deux rives
- États-Unis /  Canada : 17 août 2017 sur NBC / Global
- France :
  - 21 février 2018 sur Série Club
  - 4 avril 2018 sur TF1
- Belgique : 30 mars 2018 sur RTL-TVI

- États-Unis : 3,52 millions de téléspectateurs[19] (première diffusion)
- Canada : 640 000 téléspectateurs[20] (première diffusion + différé 7 jours)

### Épisode 9:Le pays de la liberté
- États-Unis /  Canada : 24 août 2017 sur NBC / Global
- France :
  - 26 février 2018 sur Série Club
  - 11 avril 2018 sur TF1
- Belgique : 6 avril 2018 sur RTL-TVI

- États-Unis : 3,72 millions de téléspectateurs[21] (première diffusion)
- Canada : 673 000 téléspectateurs[22] (première diffusion + différé 7 jours)

### Épisode 10:Droit au cœur
- États-Unis /  Canada : 31 août 2017 sur NBC / Global
- France :
  - 26 février 2018 sur Série Club
  - 11 avril 2018 sur TF1
- Belgique : 6 avril 2018 sur RTL-TVI

- États-Unis : 3,08 millions de téléspectateurs[23] (première diffusion)
- Canada : 829 000 téléspectateurs[24] (première diffusion + différé 7 jours)